# Thoralf Glad
Thoralf Johan Glad (Oslo, 1 de fevereiro de 1878 — 17 de julho de 1969) foi um velejador norueguês, campeão olímpico. Ele competiu nos Jogos Olímpicos de Verão de 1912 na classe 8 Metre e conquistou a medalha de ouro na disputa a bordo do Taifun com Thomas Aass, Andreas Brecke, Torleiv Corneliussen e Christian Jebe.